# Iridopsis piperata
Iridopsis piperata är en fjärilsart som beskrevs av Paul Dognin 1906. Iridopsis piperata ingår i släktet Iridopsis och familjen mätare. Inga underarter finns listade i Catalogue of Life.